# Apoll von Olympia

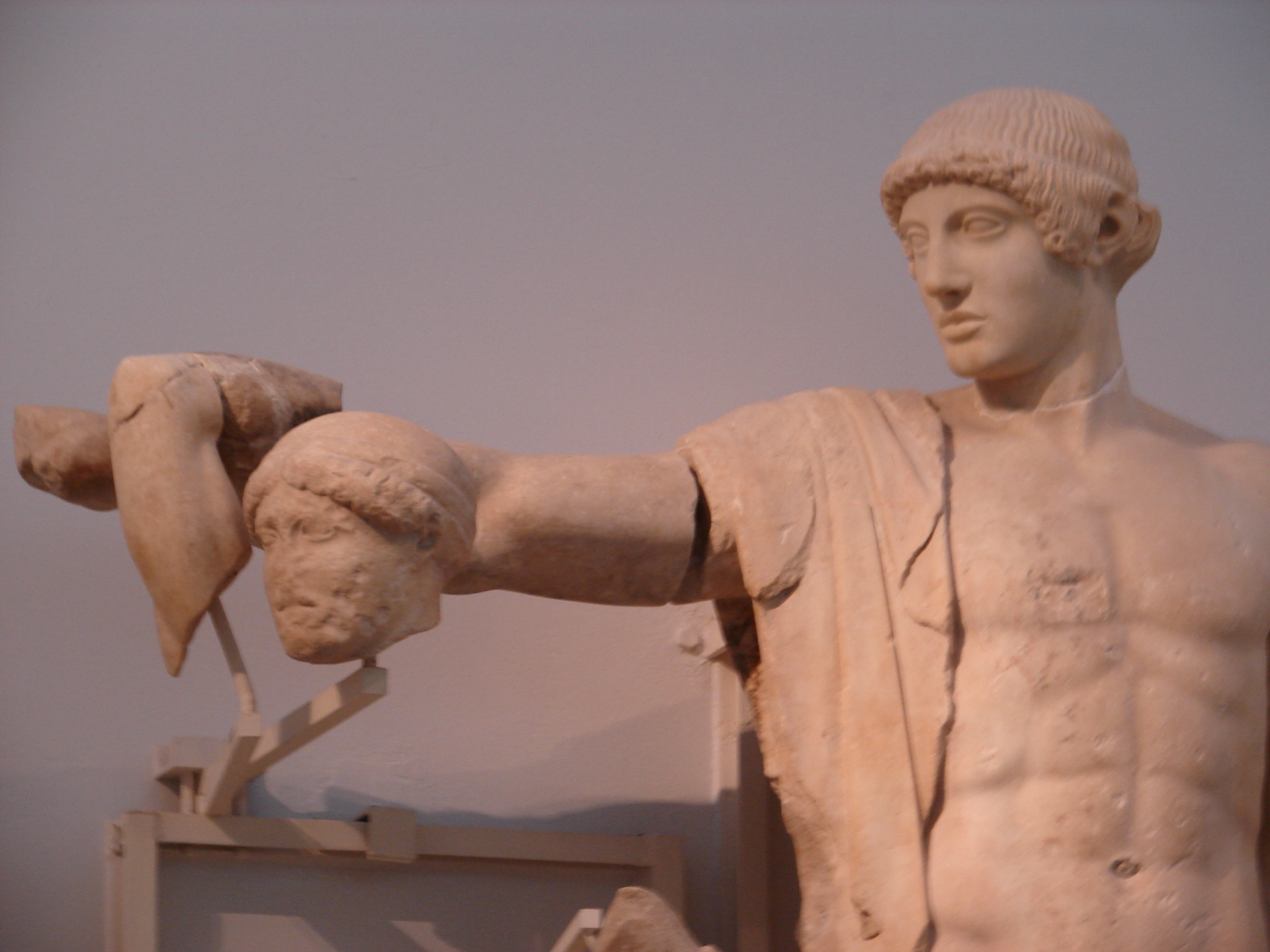
Apoll von Olympia

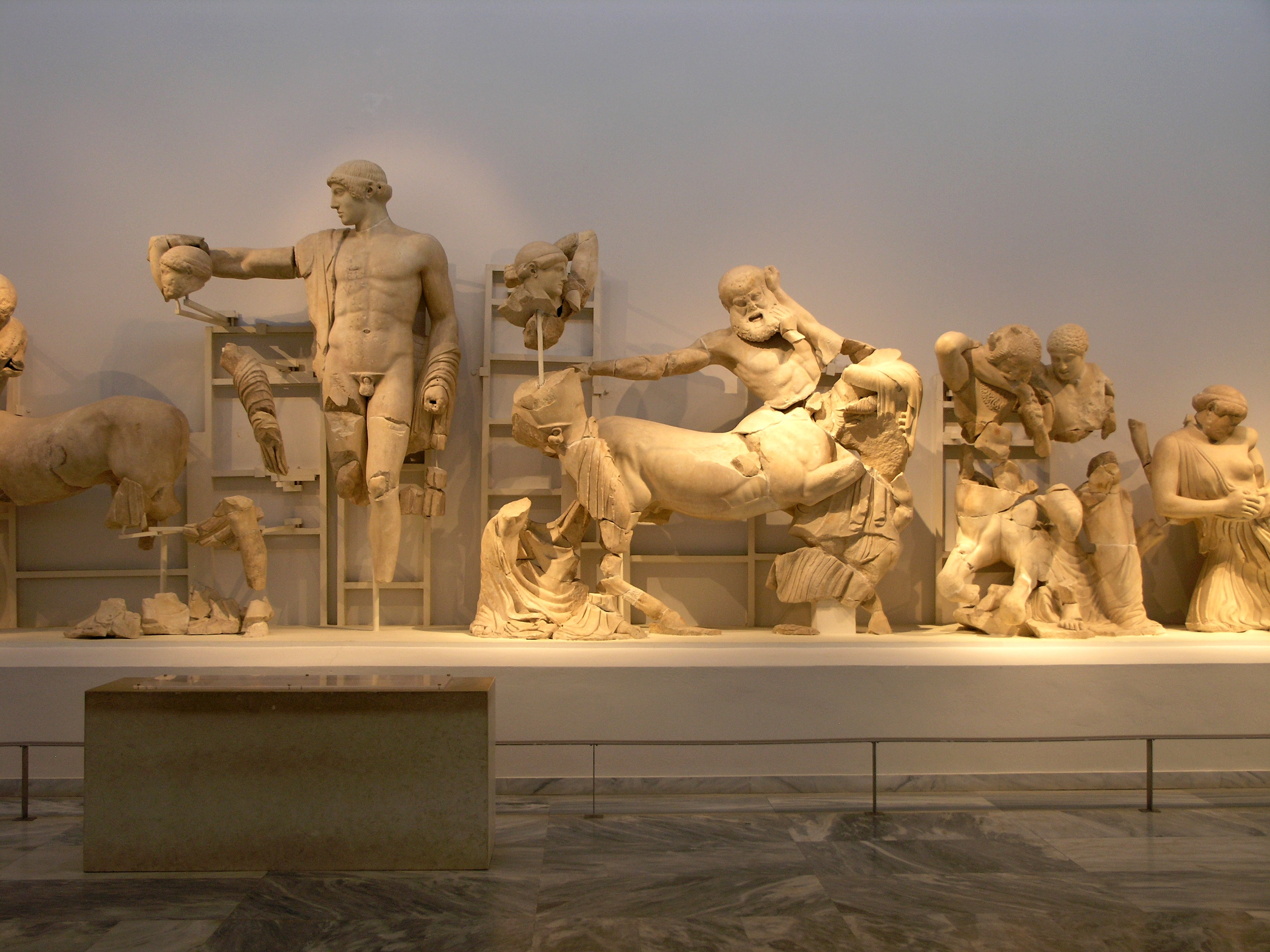
Die rekonstruierte Figurengruppe des Westgiebels

Der Apoll von Olympia war Teil der Skulpturengruppe, die sich im Westgiebel des Zeustempels von Olympia befand. Er stand im Zentrum dieser Giebelkomposition und wird daher auch als Apollon aus dem Westgiebel oder einfach Westgiebel-Apoll genannt. Er ist eine der bedeutendsten Statuen des Strengen Stils und wird um 460 v. Chr. datiert. Die Statue befindet sich im Archäologischen Museum in Olympia.
Im Westgiebel des Zeustempels von Olympia war der Kampf der Lapithen gegen die Kentauren (Kentauromachie) bei der Hochzeit des Peirithoos dargestellt. Die Kentauren waren in der griechischen Mythologie wilde Waldbewohner mit Pferdeleib und menschlichem Oberkörper. Der Kampf der Lapithen, einem mythischen Volk Thessaliens, gegen die Kentauren diente häufig als Sinnbild der Auseinandersetzung zwischen Griechen und Barbaren. Die meisten Figuren dieser reich bewegten Kampfdarstellung wurden bei den deutschen Ausgrabungen in Olympia seit 1875 unter Georg Treu wiedergefunden.
Im Mittelfeld des Giebels stand der jugendliche Apollon, der seinen Blick den Lapithen zuwendet. Mit seiner ausgestreckten Rechten scheint er der frevelhaften Tat – die Kentauren hatten das Gastrecht verletzt und sich Frauen raubend über die Lapithen hergemacht – Einhalt zu gebieten. Gleichwohl darf man ihn sich nur als Erscheinung vorstellen. Die Kämpfenden wissen nichts von seiner Anwesenheit, keine der weiteren Giebelskulpturen bezieht sich in ihrer Bewegung oder in ihrem Gestus auf das Erscheinen des Gottes.
Bemerkenswert an der Skulptur ist, dass ihre Rückseite, die dem Betrachter nicht sichtbar gewesen war, gröber bearbeitet war als die Vorderseite. Dieses wiederum gab über die griechische Bildhauertechnik vielfältigen Aufschluss. Bei der Diskussion, ob der freilich viel jüngere Hermes von Olympia ein griechisches Original oder eine römische Kopie von einem griechischen Original sei, hatte dieser Aspekt eine große Rolle gespielt.